# Miomantis andreinii
Miomantis andreinii es una especie de mantis de la familia Mantidae.

## Distribución geográfica
Se encuentra en Etiopía.